# Edith Mannlicher
Edith Mannlicher (* 22. Juni 1908 in Krems an der Donau; † 4. Dezember 2008 in Oberalm, Salzburg) war eine österreichische Bibliothekarin.

## Leben

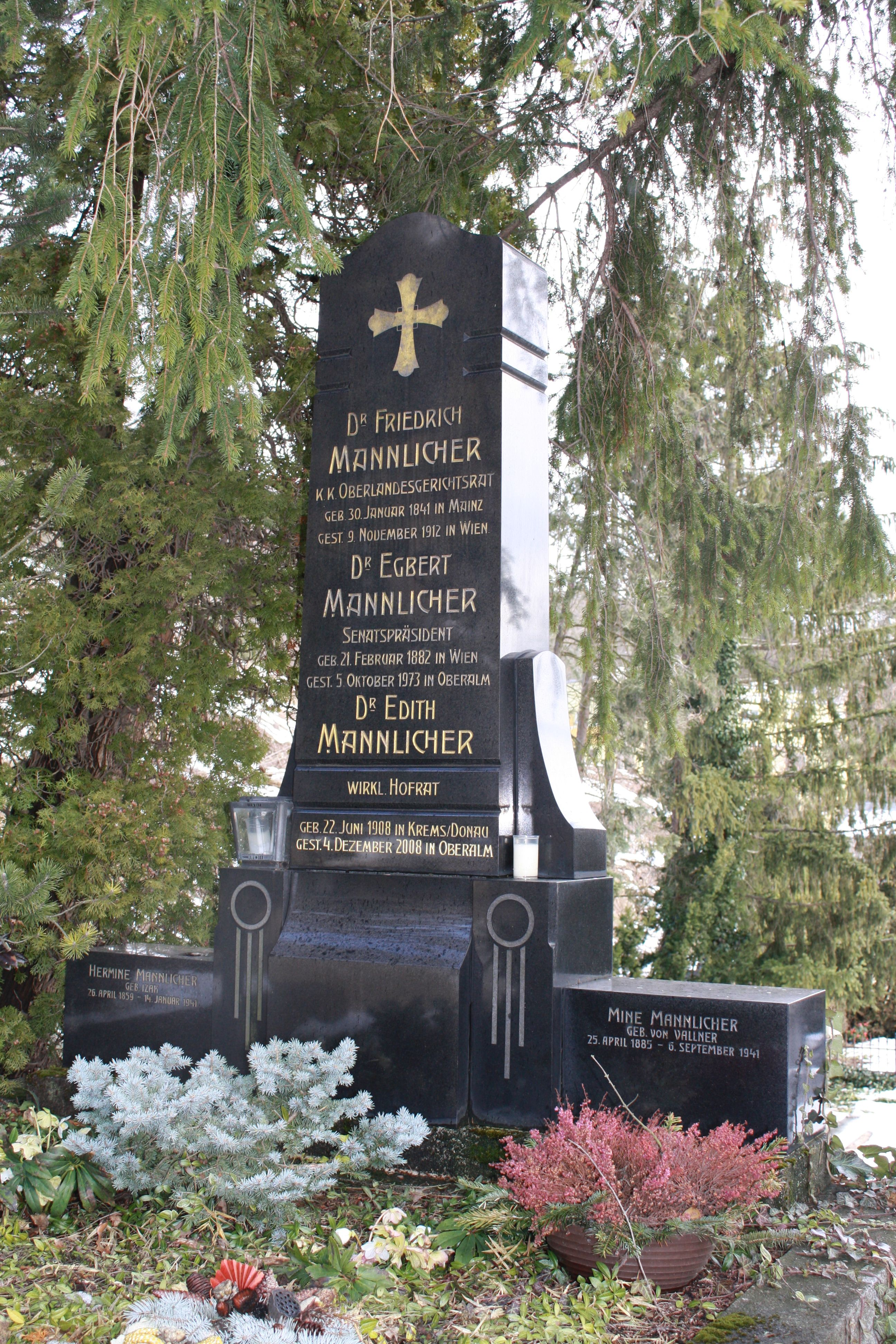
Familiengrab am Hinterbrühler Friedhof

Edith Mannlicher entstammte einer großbürgerlichen Familie, die in Böhmen bis 1525 zurückzuverfolgen ist und aus der überwiegend Beamte und Militärangehörige im Dienste der österreichischen Monarchie hervorgingen. Ferdinand Ritter von Mannlicher (1848–1904), der Erfinder des Mannlicher-Gewehres, war Edith Mannlichers Urgroßonkel; ihr Vater war der namhafte Jurist Egbert Mannlicher (1882–1973); ihre Mutter Hermine Mannlicher, geb. von Vallner.
Edith Mannlicher besuchte in Wien die fünfklassige Volksschule, anschließend zwei Jahre die Bürgerschule in Döbling und dann das Wiedner Mädchen-Reformgymnasium des Christlichen Vereins zur Förderung der Frauenbildung, wo sie 1927 die Reifeprüfung mit Auszeichnung ablegte. Dann studierte sie – ebenso wie ihre Schwester Trude – an der Universität Wien in den Fächern Germanistik, Geschichte und Kunstgeschichte und promovierte 1933 zum Dr. phil. mit einer Arbeit über „Gustav Freytag – Wilhelm Heinrich Riehl. Ein Vergleich“.
1933/34 absolvierte Mannlicher ein Praktikum für den wissenschaftlichen Bibliotheksdienst an der Bibliothek im Kriegsarchiv, besuchte anschließend 1934/35 den Ausbildungskurs für Anwärter des wissenschaftlichen Dienstes an der Österreichischen Nationalbibliothek und legte 1935 die Prüfung für den Höheren Bibliotheksdienst mit „sehr gutem Erfolg“ ab.
1935/1936 war sie freiwillige Hilfskraft in der Porträtsammlung der Österreichischen Nationalbibliothek und wurde 1937 am Haus-, Hof- und Staatsarchiv als Aspirantin des Verwaltungsdienstes zunächst auf eine Stelle des mittleren Dienstes (Maturanten) aufgenommen. 1939 wurde sie in den Höheren Dienst übernommen und zum Bibliotheksassessor ernannt. 1944 erfolgte ihre Ernennung zur Bibliotheksrätin.
Im Zweiten Weltkrieg war sie im Luftschutz tätig. 1947 wurde sie wegen ihrer NSDAP-Mitgliedschaft aus dem Staatsdienst entlassen. Während des Entnazifizierungsverfahrens vor der Sonderkommission arbeitete sie als unbezahlte wissenschaftliche Hilfskraft am Institut für Theaterwissenschaft der Universität Wien. Danach fand sie eine Anstellung im Buch- und Kunstverlag Wolfrum, wo sie bald zur Sortimentsleiterin aufstieg.
Im Jahr 1959 trat sie wieder in den Bundesdienst ein, und zwar an der Universitätsbibliothek Wien. 1971 wurde sie zum Vizedirektor der Bibliothek ernannt; unter den Bediensteten der Universitätsbibliotheken und der Österreichischen Nationalbibliothek war sie die erste Frau, die diese Funktion innehatte. 1972 wurde sie zum Wirklichen Hofrat ernannt. Mit 31. Dezember 1973 trat sie in den Ruhestand. 
Ihren Hauptwohnsitz verlegte sie Anfang 1974 in die Seniorenresidenz im Schloss Kahlsperg in Oberalm bei Hallein, wo schon ihr Vater gewohnt hatte. Sie starb am 4. Dezember 2008 im Alter von 100 Jahren. Ihr Grab befindet sich auf dem Friedhof in der Hinterbrühl.